# Municipio de Union (condado de Knox, Nebraska)
El municipio de Union (en inglés: Union Township) es un municipio ubicado en el condado de Knox en el estado estadounidense de Nebraska. En el año 2010 tenía una población de 106 habitantes y una densidad poblacional de 1,17 personas por km².

## Geografía
El municipio de Union se encuentra ubicado en las coordenadas 42°45′14″N 97°54′9″O / 42.75389, -97.90250. Según la Oficina del Censo de los Estados Unidos, el municipio tiene una superficie total de 90.54 km², de la cual 89,76 km² corresponden a tierra firme y (0,86 %) 0,78 km² es agua.

## Demografía
Según el censo de 2010, había 106 personas residiendo en el municipio de Union. La densidad de población era de 1,17 hab./km². De los 106 habitantes, el municipio de Union estaba compuesto por el 24,53 % blancos, el 73,58 % eran amerindios y el 1,89 % eran de una mezcla de razas. Del total de la población el 16,98 % eran hispanos o latinos de cualquier raza.